# The Early Years, Volume Two
The Early Years, Volume Two är ett samlingsalbum släppt av Tom Waits 1993.

## Låtlista
1. "Hope I Don't Fall in Love With You" – 5:01
2. "Ol' '55" – 4:07
3. "Mockin' Bird" – 3:27
4. "In Between Love" – 3:01
5. "Blue Skies" – 2:13
6. "Nobody" – 2:47
7. "I Want You" – 1:22
8. "Shiver Me Timbers" – 3:48
9. "Grapefruit Moon" – 4:36
10. "Diamonds on my Windshield" – 3:10
11. "Please Call Me, Baby" – 3:43
12. "So it Goes" – 2:31
13. "Old Shoes" – 4:24